# Pèlerinage des 20 temples exceptionnels de Shikoku

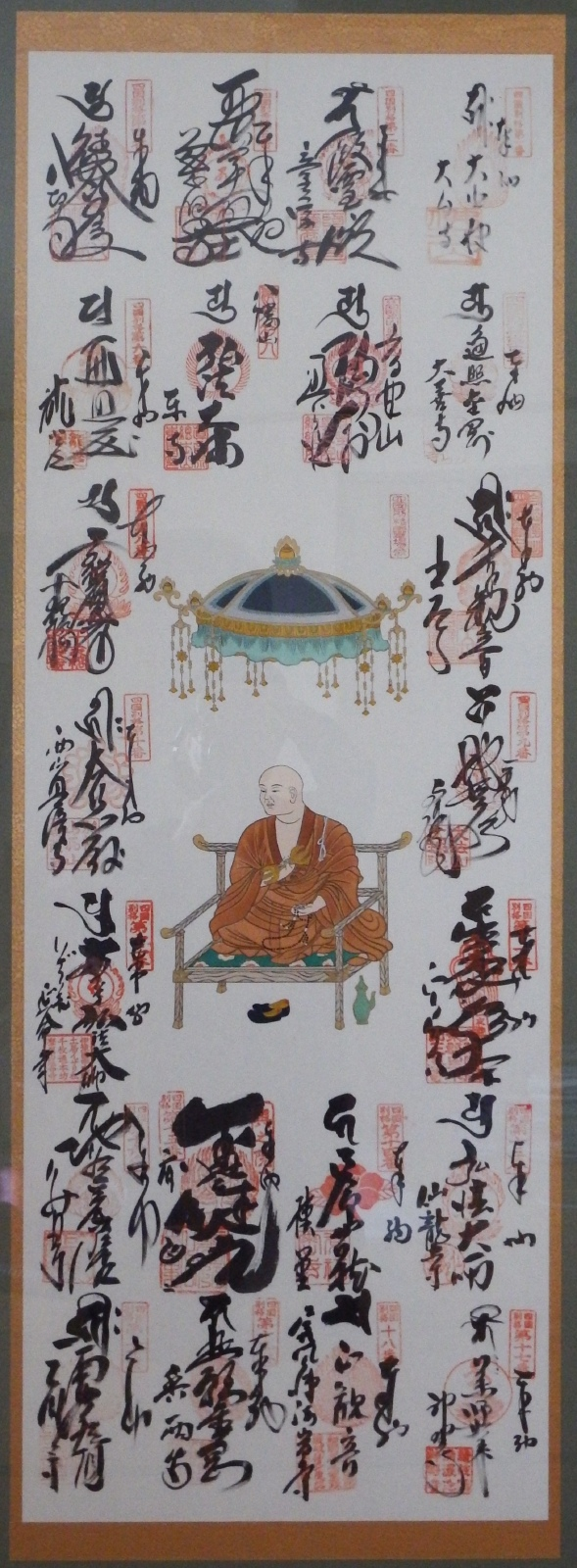
Sceaux des temples

Lors de son pèlerinage de Shikoku, le moine Kūkai a laissé de nombreuses traces de son passage avec notamment un pèlerinage surdimensionné qui a réuni la foi d’un grand nombre de personnes. Ce pèlerinage surdimensionné, que l’on nomme plus communément « Pèlerinage des 20 temples exceptionnels de Shikoku » et qui a été créé en 1968, ne compte pas moins de 20 temples. Avec le pèlerinage de Shikoku, qui compte 88 temples et ce pèlerinage, on comptabilise au total 108 temples. 108 correspond aussi au nombre de désirs qu’éprouvent les humains. Il est recommandé de faire ces deux pèlerinages ensemble afin de « se débarrasser des désirs ». 

## Pèlerinage surdimensionné

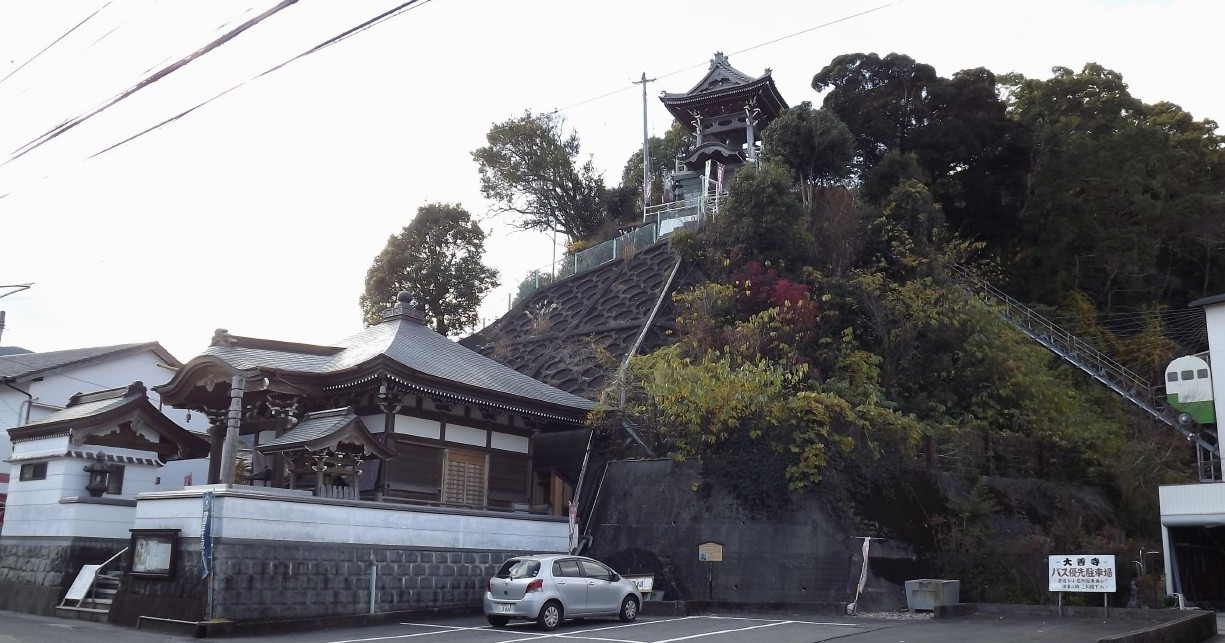
Daizenji, Préfecture de Kôchi

Les pèlerins du pèlerinage de Shikoku sont nombreux à s’arrêter en cours de route dans les endroits ayant une histoire en lien avec Kûkai, comme les temples du pèlerinage des 20 temples exceptionnels de Shikoku, les lieux d’apprentissage ou les vestiges spirituels. Les temples de ces deux pèlerinages se trouvent généralement sur la route des pèlerins ce qui ne nécessitent pas vraiment de détour. On peut aussi trouver des temples et des vestiges spirituels qui ne font pas partie des deux pèlerinages ; on les nomme alors bangai en japonais. Il n’est pas possible de déterminer le nombre exact de temples car la définition de vicissitudes n’est pas complètement définie, mais il est dit qu’il y aurait pas de 200 ou 300 temples. 

## Particularités
Dans le cas où les pèlerins veulent faire à la fois le pèlerinage de Shikoku et le pèlerinage des 20 temples exceptionnels de Shikoku, il est possible de finir en premier le pèlerinage de Shikoku puis de le recommencer, et à ce moment-là, s’arrêter aux temples du pèlerinage des 20 temples exceptionnels. Récemment, de plus en plus de personnes commencent par le pèlerinage des 20 temples exceptionnels de Shikoku et continuent avec le pèlerinage de Shikoku. On voit aussi des personnes qui font seulement le pèlerinage des 20 temples exceptionnels de Shikoku. Cependant, il est inévitable pour les pèlerins de devoir marcher au bord des routes, dans des endroits peu praticables ou de faire face à des difficultés comme les désastres naturels. Pour les pèlerins en voiture, certains temples se trouvent proches du sommet des montagnes, il est donc nécessaire en hiver de vérifier au préalable si les routes sont praticables. En voiture, il est possible de faire le pèlerinage en 4 jours, voire 3 jours pour les plus expérimentés. 
Pour le pèlerinage des 20 temples exceptionnels de Shikoku, on peut recevoir un billet de remerciement à l’accueil du temple (dessus on y retrouve le nom du temple et on peut y faire écrire sa date de visite, son nom et sa ville ou pays d’origine). La couleur ne change pas en fonction du nombre de fois que l’on fait le pèlerinage mais en fonction de son rang de guide dans les « reconnaissances de guides » ou en japonais kônin sendatsu (公認先達、こうにんせんだつ). La couleur la plus répandue est le blanc. Le premier grade est représenté par le jaune, le deuxième grade par le vert, le troisième grade par le rouge, le quatrième grade par l’argent, le cinquième grade par l’or et le dernier grade par le brocart. Dans les temples il est aussi possible de se procurer une perle, avec le nom du temple inscrit dessus, et de former un bracelet nenju. Un bracelet comprend 21 perles au total. Il y a trois sortes de perles : homme, femme et en bois de santal. 
Une fois le pèlerinage finit, on dit que « l’apprentissage est terminé ». Après avoir complété le pèlerinage et pour faire réaliser son voeu, il est commun de se rendre dans la préfecture de Wakayama, au temple Konkôbuji sur le Kôyasan ou/et dans la ville de Kyôto au temple Tôji et d’y recevoir un sceau sur l’habit blanc du pèlerin et un écrit à l’encre noire dans le livret de sceaux des temples. Il est aussi possible de se faire faire un certificat d’accomplissement, moyennant un prix, en retournant au premier temple de l’où on est parti à la fin du pèlerinage. Par ailleurs, il n’est pas nécessaire de faire faire la réalisation du vœu en se rendant dans la préfecture de Wakayama ou dans la ville de Kyôto, mais comme c’est écrit dans le livret à sutra, il est commun de le faire faire.  

## Reconnaissances des guides[1]
Un Sendatsu est un guide ayant de l’expérience dans le pèlerinage et à qui l’on peut faire appel. 
Les grades sont les suivants : 
- Sendatsu	(先達、せんだつ) : avoir fait plus de quatre fois le pèlerinage et avoir de	l’expérience pour gérer les pèlerinages.
- Gon Chûsendatsu (権中先達、ごんちゅうせんだつ) : avoir été un Sendatsu pendant plus de deux ans, avoir fait le pèlerinage plus de deux fois et être très dévoué à Kôbô Daishi (弘法大師、こうぼうだいし).
- Chûsendatsu (中先達、ちゅうせんだつ) : avoir été un Gon Chûsendatsu pendant plus de deux ans, avoir fait	le pèlerinage plus de deux fois et être très dévoué à Kôbô	Daishi.
- Gon Dai Sendatsu (権大先達、ごんだいせんだつ) : avoir été un Chûsendatsu pendant plus de trois ans, avoir	complété le pèlerinage plus de trois fois et être très croyant.
- Tokunin Dai Sendatsu (特任大先達、とくにんだいせんだつ) : avoir été recommandé par un Daisendatsu et être approuvé parles 4 sections. Nombre limité à 10 personnes.
- Tokunin Meiyo Dai Sendatsu (特任名誉大先達、とくにんめいよだいせんだつ) : être moine d’un temple. Nombre limité à 5 personnes.

Pour les enfants de moins de 6 ans il y a un Sendatsu pour enfant. Pour les plus de 15 ans et moins de 20 ans, il y a un Ju Sendatsu. 

## Les temples[2]
| Numéro de temple | Nom                               | Préfecture |
| 1                | Taisanji (大山寺、たいさんじ)     | Tokushima  |
| 2                | Dôgakuji (童学寺、どうがくじ)     | Tokushima  |
| 3                | Jigenji (慈眼寺、じげんじ)        | Tokushima  |
| 4                | Yasakaji (八坂寺、やさかじ)       | Tokushima  |
| 5                | Daizenji (大善寺、だいぜんじ)     | Kôchi      |
| 6                | Ryûkôin (龍光院、りゅうこういん)  | Ehime      |
| 7                | Shussekiji (出石寺、しゅっせきじ) | Ehime      |
| 8                | Eitokuji (永徳寺、えいとくじ)     | Ehime      |
| 9                | Monjuin (文殊院、もんじゅいん)    | Ehime      |
| 10               | Kôryûji (興隆寺、こうりゅうじ)    | Ehime      |
| 11               | Shôzenji (正善寺、しょうぜんじ)   | Ehime      |
| 12               | Enmeiji (延命寺、えんめいじ)      | Ehime      |
| 13               | Senryûji (仙龍寺、せんりゅうじ)   | Ehime      |
| 14               | Jôfukuji (常福寺、じょうふくじ)   | Ehime      |
| 15               | Hashikuraji (箸蔵寺、はしくらじ)  | Tokushima  |
| 16               | Hagiwaji (萩原寺、はぎわじ)       | Kagawa     |
| 17               | Kannoji (神野寺、かんのじ)        | Kagawa     |
| 18               | Kaiganji (海岸寺、かいがんじ)     | Kagawa     |
| 19               | Kôzaiji (香西寺、こうざいじ)      | Kagawa     |
| 20               | Ôtakiji (大瀧寺、おおたきじ)      | Tokushima  |